# 高山艾
高山艾（学名：Artemisia oligocarpa），为菊科蒿属下的一个植物种。